# 森田鎌三

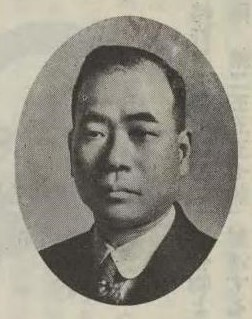
森田鎌三

森田 鎌三（もりた けんぞう、1892年10月28日 - 1965年7月1日）は、日本の化学者。森田製薬所（現在の森田化学工業）を創業し、日本で初めてフッ化水素酸の製造に成功した。

## 経歴
大阪府池田町（現在の池田市）出身。大阪道修薬学校（現在の大阪医科薬科大学薬学部）に進学し、薬剤師の免許を取得した。
1917年にに森田製薬所を創立した。
1957年に黄綬褒章、1959年に紺綬褒章が授与された。

## 特許
- 特許第89825号 硅弗化曹達より弗化曹達を製造する方法